# عين أرنات
عين أرنات (بالإنجليزية: Ain Ernat) هي بلدية جزائرية تابعة إداريًا وإقليميًا إلى ولاية سطيف، وهي مركز وعاصمة دائرة عين أرنات، تقع على بعد 07 كلم غرب مدينة سطيف و293 كلم شرق الجزائر العاصمة مجاورة لحدود ولاية برج بوعريريج الجزائرية من الجهة الغربية، ويتجاوز عدد سكانها 40 ألف نسمة تقريباً (احصاء سنة 2008).

## عن البلدية
تعتبر من أهم بلديات ولاية سطيف لوجود مطار الولاية بها (مطار سطيف الدولي).

## التسمية
يقال أن عين أرنات تعني باللغة العربية عين الهواء الصافي.

## التاريخ
إن بلدية عين أرنات هي إحدى أهم المعالم التاريخية لولاية سطيف إذ اكتشف بها موقع أثري سنة 1927، حيث أجريت حفريات وبـحوث أثرية من طرف الباحث م. برسيون الذي عثر من خلالـها علـى أدوات حجرية من الصوان وبقايا عظمية كانت مـحل دراسة لعدة باحثيـن كـ: م.ماسييـرا، رفوفري الذيـن أدرجوا هذا الـموقع ضمن ثقافات العصر الـحجري، وفي متطقة خلفون التابعة إلى عين أرنات عثر على هيكل عظمي لإنسان من ضمن اكتشاف مقبرة يرجع تاريخها إلى 400 سنة قبل الميلاد...

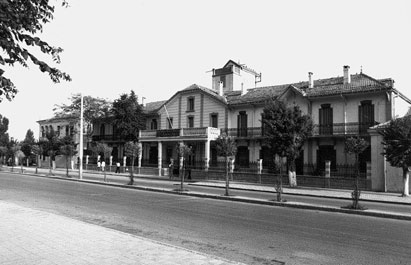
صورة لمقر بلدية عين أرنات قبل 1962

### ما قبل التاريـخ
سنة 1927 ميلادي اكتشف بـمنطقة عين أرنات موقعا أثريا، حيث أجريت حفريات، وبـحوث أثرية من طرف الباحث م. برسيون الذي عثر خلال هذه الحفريات علـى أدوات حجرية، من الصوان، وبقايا عظمية، كانت مـحل دراسة لعدد من الباحثيـن كـ: م.ماسييـرا، رفوفري الذيـن أدرجوا هذا الـموقع ضمن ثقافات العصر الـحجري ونخص بالذكر الثقافة الـقفصية التـي عرفت نوعا من التطور الـملحوظ فـي الصناعة الـحجرية، وذلك بابتكار تقنيات جديدة، أضف إلـى ذلك وفرة الصناعة العظمية، والتي تعد من ابتكارات العصر الحجري القديم الـمتأخر، دون أن ننسـى عادات الدفن، التـي عرفها الإنسان فـي هذه الفتـرة.[بحاجة لمصدر]

### فترة الإمبراطورية الرومانية
في فترة الإمبراطورية الرومانية كانت منطقة البرج تسمى «تمانونا» وهي جزء لا يتجزأ من المقاطعة الرومانية لموريتانيا القيصرية، والتي أصبحت موريطنية السطايفية. كانت منطقة سطيف أحد مخازن الحبوب في روما القديمة: كان كابوت سالتوس هوريوروم (Caput Saltus Horreorum Pardalarii) (30 ق.م - 640 م) والتي تقوم على أنقضها اليوم عين زادة مقرها الرئيس المنطقة.

### التاريخ الحديث
تعود نشأة البلدة إلى سنة 1854 عندما قررت شركة جنيف للمستوطنات السويسرية إنشاء أربعة مستوطنات بمنطقة سطيف وهي إضافة لعين أرنات البوحيرة وعين مسعود والموان. وقد بلغ عدد سكانها آنذاك 298 نسمة، وهي الآن تشهد توسعا كبيرا.
مركز عين أرنات سايقا هو قرية البوحيرة وذلك لكون هذه الأخيرة تمتلك السجل الأصلي لمواليد ماقبل 1880 ميلادي.

## جغرافيا
توجد بلدية عين أرنات شمال شرق البلاد (الجزائر)

### الموقع
* الموقع الجغرافي: عين أرنات

## المناخ

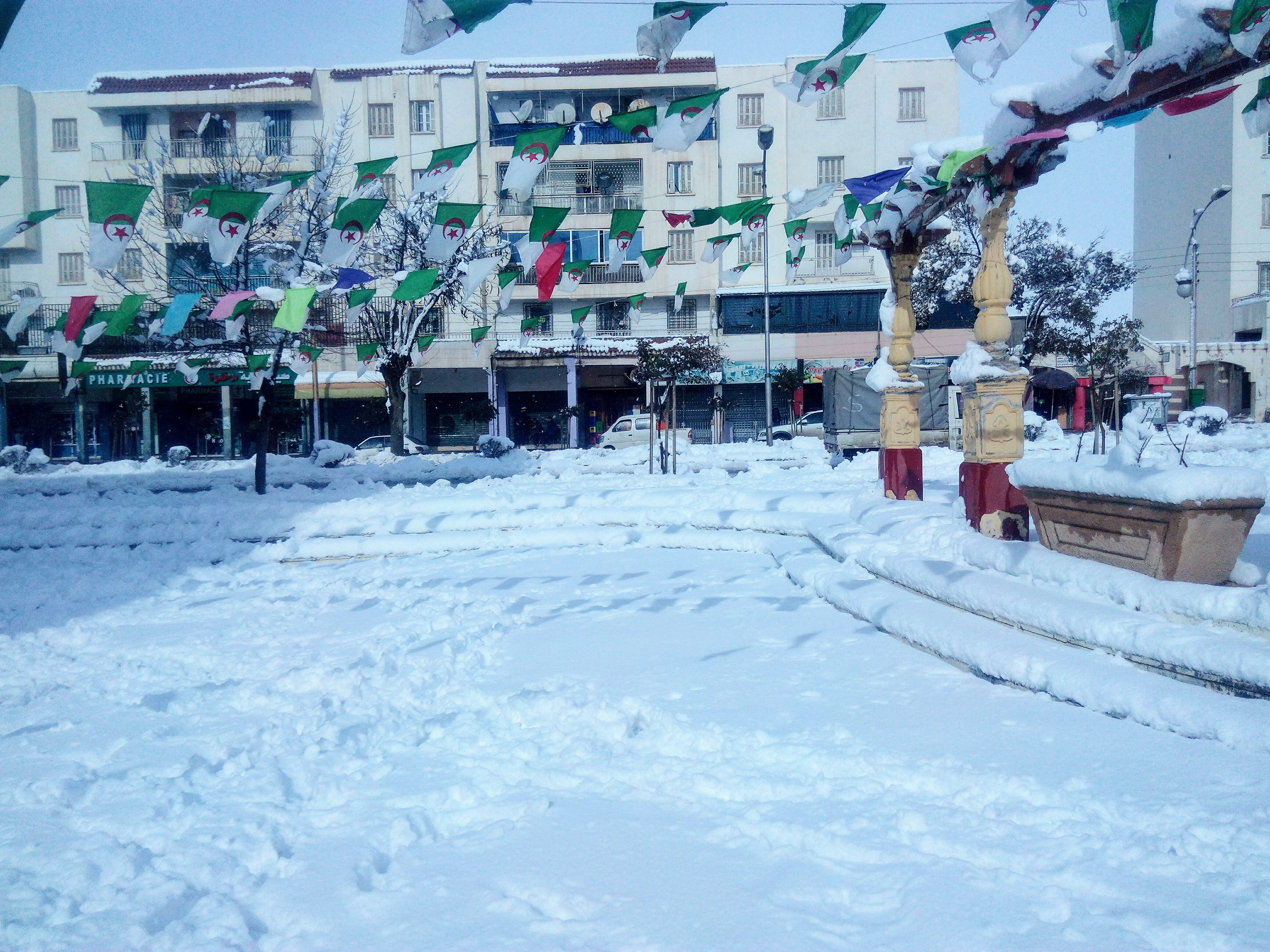
الثلوج في عين ارنات

- الثلوج في عين ارناتمناخ عين أرنات متوسطي (أقاليم مناخية: Csa)

* الطقس: عين أرنات

## التقسيم الإداري

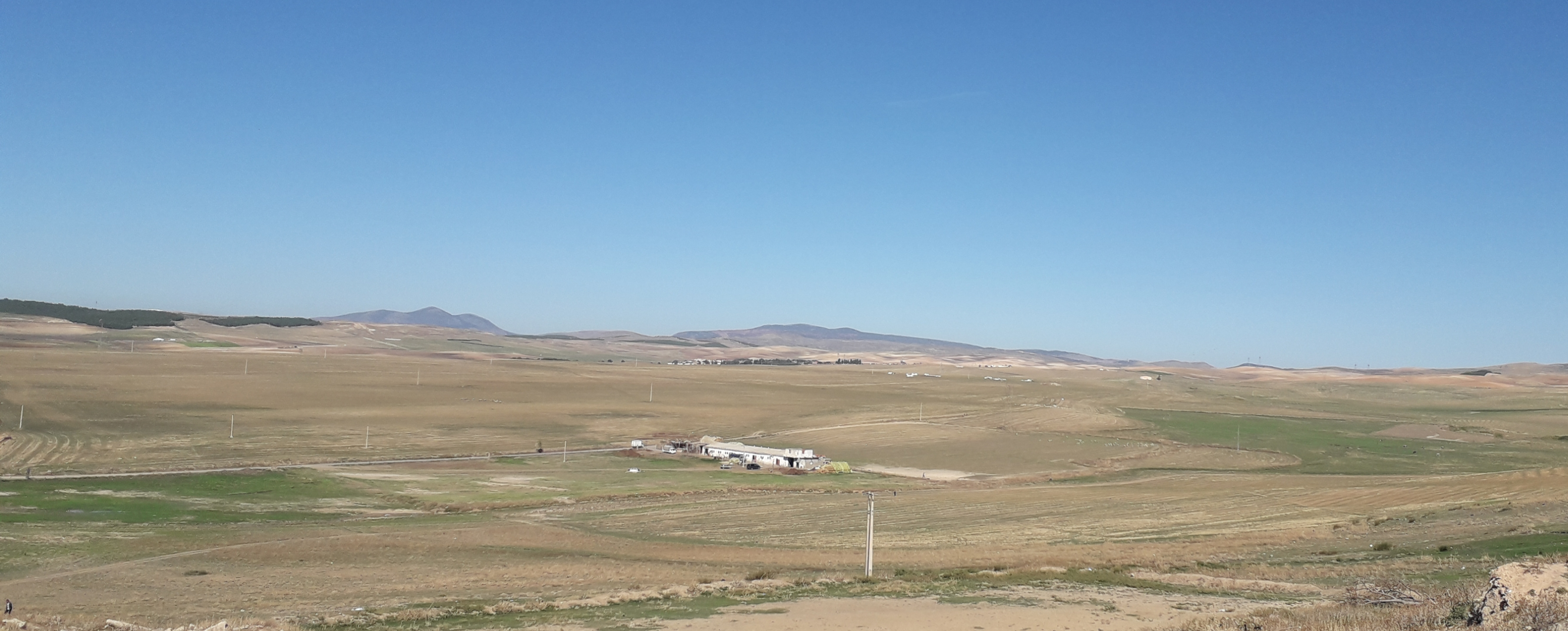
منظر عام لغرب البلدية

تتكون بلدية عين أرنات من عدة بلدات وأحياء عريقة، كما تحوي أحياء حديثة النشأة مع التطور الديمغرافي الذي شهدته البلدية، وكما تضم مجمعات سكنية أهمها:
- عين أرنات مركز (13 694 نسمة : إحصاء 1998).
- المهدية (5 389 نسمة : إحصاء 1998).
- لغرازلة
- البوحيرة (2 870 نسمة: إحصاء 1998) أيضا من القرى الصغيرة كانت تدعى في القديم باسم la colonie نسبة إلى المستعمر الفرنسي تضم متوسطة يدرس فيها تلاميذ كل من القريتين عين مسعود والبحيرة.
- عين مسعود (3 228 نسمة : إحصاء 1998) قرية تقع على بعد 7 كلم عن المركز.
- أولاد سي علي
- المالحة
- ملسة
- العناصر (1 215 نسمة: إحصاء 1998) بها مقر سرية الدرك الوطني للطرقات.
- خلفون.
- تيملوكة
- درايس
- حمامنة
- أولاد سي عبد الله
- أولاد صخرة
- لكراغنة
- عين مصنيبات
- لقفاف
- رحى بن محمود
- عين السدرة
- تشير
- بونشادة
- لعوارم
- أولاد عامر
- اذبابحة
- قتلة الصطل
- دنات
- عين زادة (892 نسمة: إحصاء 1998): والمعروفة بالسد المسمى باسمها ويغذي هذا السد ولايتين (سطيف وبرج بوعريريج).
- مشتة بن طالب
- لعكاكزة
- شياب
- لحمامدة

## المواصلات
توفر البلدية أزيد من 50 سيارة أجرة، خط الانطلاق من مركز المدينة، إلى خط الوصول بحي الأسوار بمدينة سطيف. أضافة إلى الحافلات الجماعية.

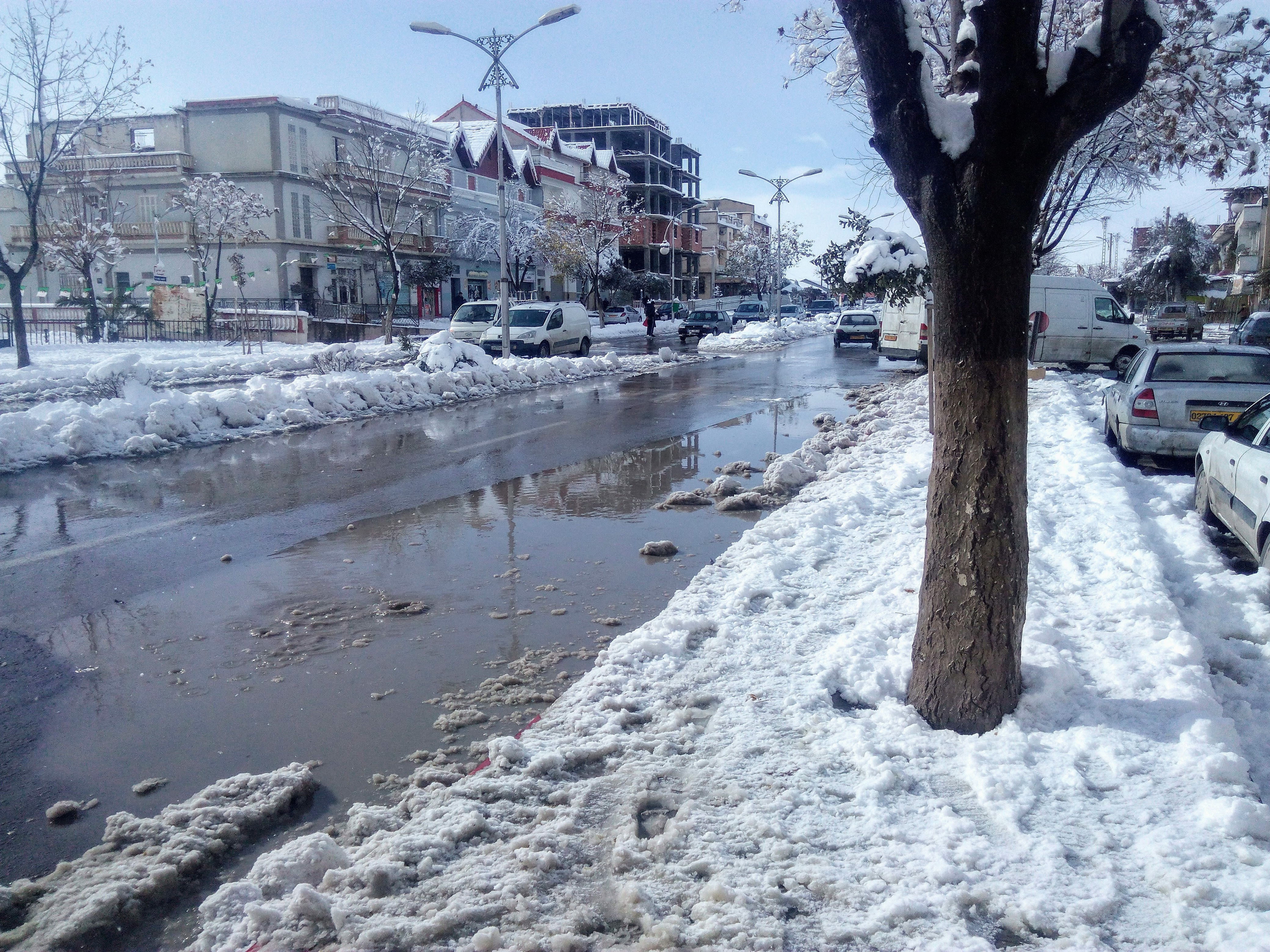
عبور الطريق الوطني رقم 5 وسط المدينة

يقطع المدينة الطريق الوطني رقم 5 والطريق السيار شرق غرب (2 كم) بعد المطار، وطريقان ولائيتان الأول رقم 14 إلى الغرب من المدينة والطريق 140 رقم 140 إلى الشرق من المدينة، تؤدي إلى بلدة البوحيرة ثم عين عباسة باتجاه الشمال.

## الصحة

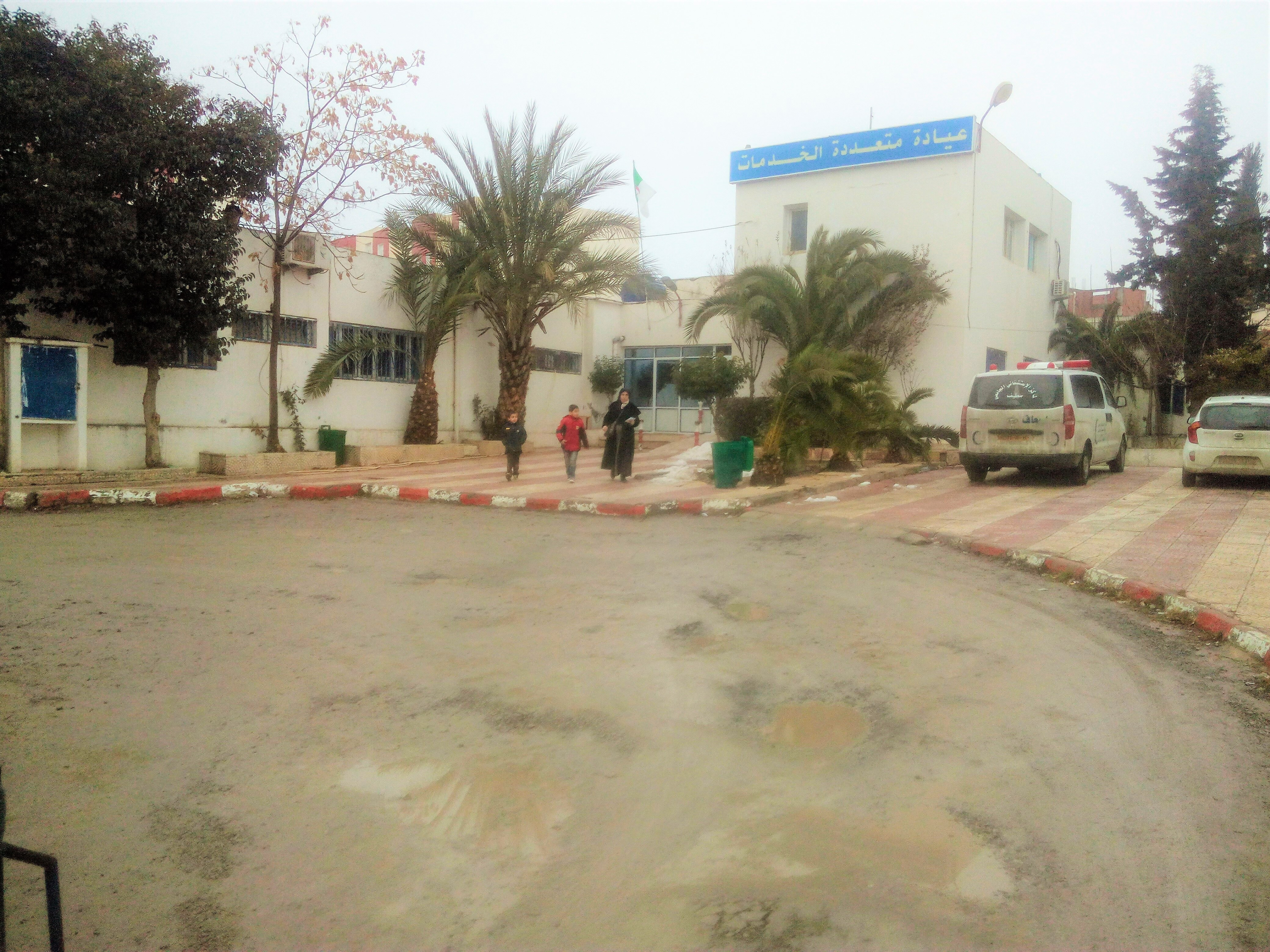
العيادة المتعددة الخدمات

يشتمل على أطباء أخصائيين منهم من يرتاد القطاع الخاص ومنهم التابعين للمركز الإستشفائي العمومي

## التعليم

### المدارس الإبتدائية
- ابتدائية بن تومي موسى
- ابتدائية محدادي الهاشمي
- ابتدائية محدادي الميلود

### المتوسطات

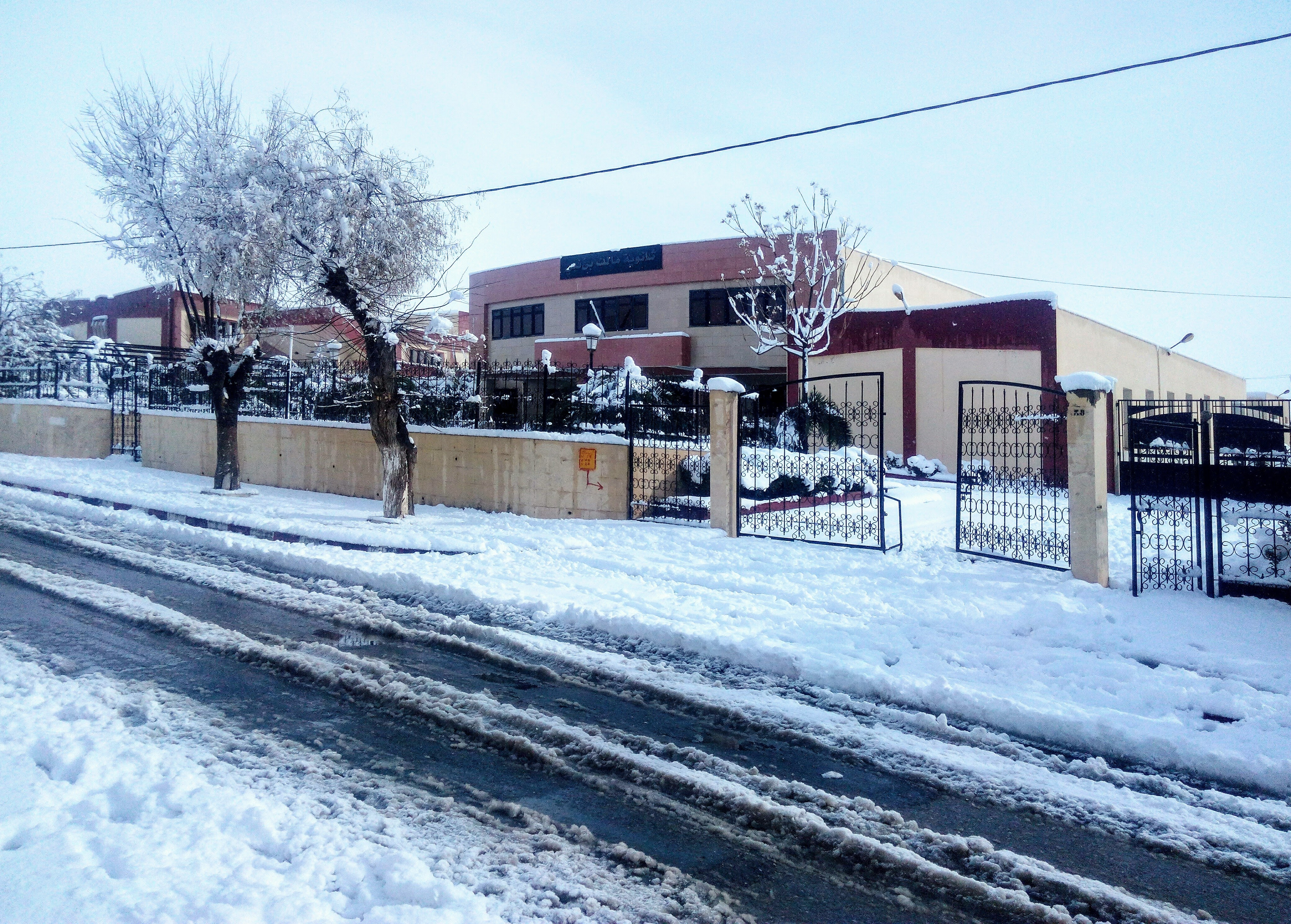
ثانوية مالك بن نبي

- متوسطة رحماني عبد الرحمان
- متوسطة 17 أكتوبر
- متوسطة 1 نوفمبر 1954
- متوسطة حداد العربي.

### الثانويات
- ثانوية لولو علي
- ثانوية مالك بن نبي.

### التكوين المهني
مركز التدريب والتعليم المهني عين عرنات هو معهد وطني متخصص للتدريب المهني والكيمياء الصناعية والمعالجة.

### دار الشباب

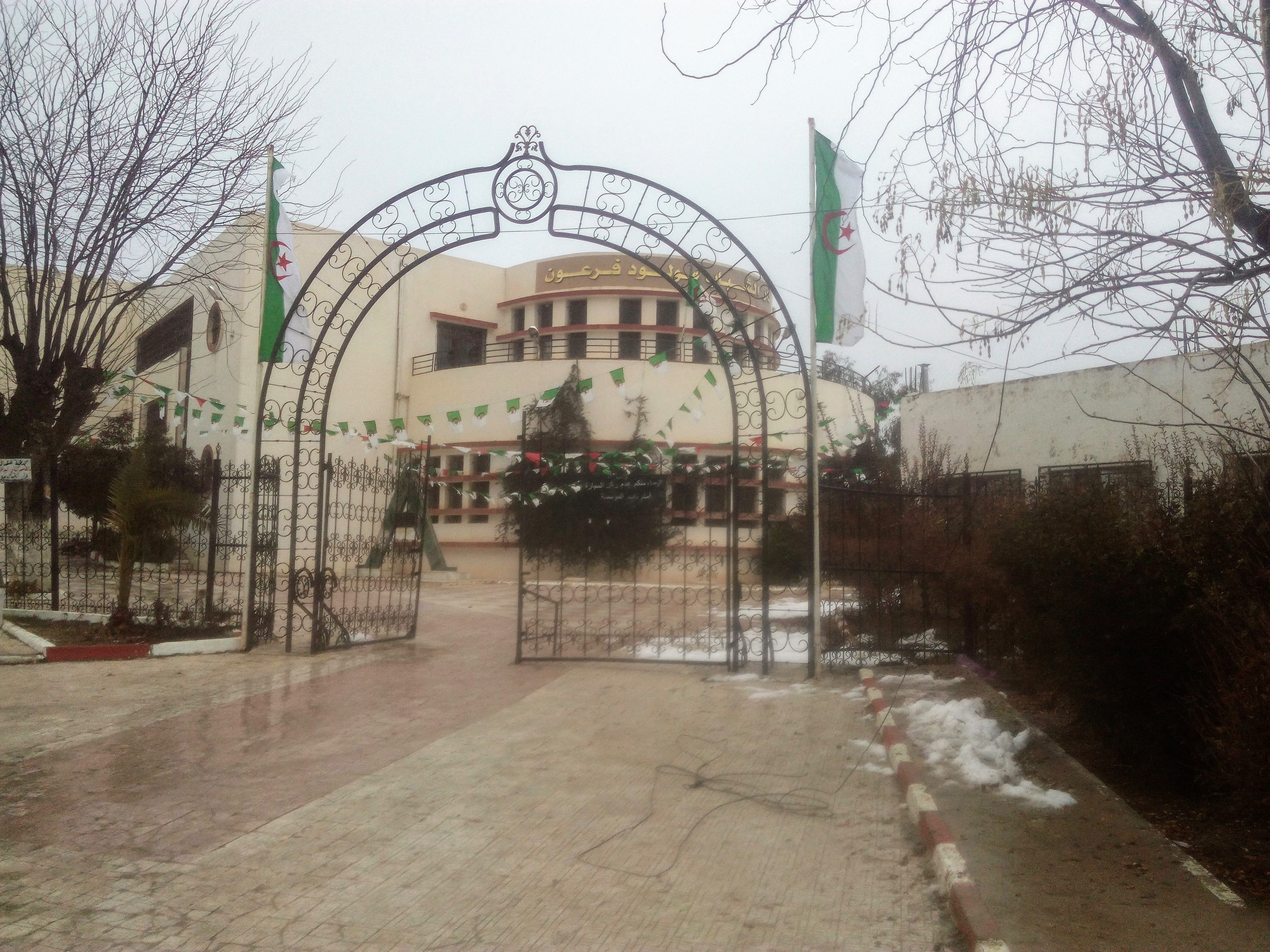
دار الشباب مولود فرعون

- دار الشباب مولود فرعونمولود فرعون بها مختلف النشاطات الثقافية

## مرافق أخرى

### مركز التدريب للمشاة / عين أرنات
يقع المركز قرب مدينة عين أرنات بحوالي 6 كلم على الطريق الوطني رقم 5 غرب ولاية سطيف، أنشئ «مركز تدريب لعين أرنات» سنة 1963 ليصبح سنة 1997 «مركز تدريب للمشاة».

## الاقتصاد

### محطة توليد الكهرباء
تقع محطة توليد الكهرباء في بلدية عين أرنات بالقرب من بلدة عين زادة، تغطي مساحة 30 هكتاراً، بنيت من قبل شركة إنتاج الكهرباء (SPE)، التابعة لشركة سونلغاز بالتعاون مع الكونسورتيوم الكوري الجنوبي المكون من شركة هيونداي للهندسة والإنشاءات ودايو العالمية.
محطة توليد الكهرباء ذات الدورة المركبة بقدرة 1.015 ميغاواط تحتوي على أربعة عشر منفذاً للإخلاء، وقدرت تكلفة المشروع مبدئياً بـ 17,828,895,000.00 دينار بالإضافة إلى 311,590,000.00 دولار أمريكي و 278,087,000.00 يورو. افتتح رئيس الوزراء عبد المالك سلال المحطة في 30 أبريل 2017.
الغرض من هذه المعدات الكهربائية هو تلبية الطلب المتزايد على الطاقة الكهربائية في جميع أنحاء منطقة الهضاب العليا.

## وصلات خارجية
- موقع ولاية سطيف
- مدونة التربية والتعليم (موقع مديرية التربية لولاية سطيف)
- مديرية التجارة لولاية سطيف
- إذاعة سطيف (البث الحي)
- الموقع الرسمي لمديرية التخطيط والتهيئة العمرانية لولاية سطيف
- La Compagnie genevoise des colonies suisses de Sétif الشركة الجنيفية للمستعمرات السويسرية
- سطيف انفو - عربي، فرنسي
- السطايفي - سطيف الجزائر - فرنسي
- سطيف نت - عربي، فرنسي، أمازيغي
- سطيف - فرنسي